# Katri Lylynperä
Katri Lylynperä (3 gennaio 1994) è una fondista finlandese.

## Biografia
Attiva in gare FIS dal dicembre del 2011, la Lylynperä ha esordito in Coppa del Mondo il 9 marzo 2013 a Lahti (51ª) e ai Campionati mondiali a Lahti 2017, dove si è classificata 32ª nella sprint. Sempre nella sprint ai Mondiali di Seefeld in Tirol 2019 e Oberstdorf 2021 si è piazzata rispettivamente al 45º e all'8º posto; ai XXIV Giochi olimpici invernali di Pechino 2022, suo esordio olimpico, si è piazzata 23ª nella sprint e a quelli di Trondheim 2025 è stata 24ª nella sprint e 41ª nello skiathlon.

## Palmarès

### Coppa del Mondo
- Miglior piazzamento in classifica generale: 43ª nel 2022